# Château Montebello
El Château Montebello (que en francés quiere decir: Castillo Montebello) es un complejo de hotel y resort en Montebello, Quebec, Canadá. El lugar para el retiro tiene 26.305 hectáreas (65.000 acres) de reserva natural de bosque y 70 lagos en la orilla del río Ottawa, entre Ottawa y Montreal. A finales de 1920, Harold M. Saddlemire, un empresario suizo-estadounidense, adquirió un solar a lo largo del río Ottawa, en un terreno que antiguamente formaba parte del sistema señorial de la Nueva Francia. El hotel está situado en una de las últimas concesiones de tierras hechas por los reyes franceses del siglo XVII a los primeros pobladores en lo que entonces era La Nouvelle France.